# Medzev
Medzev (allemand : Metzenseifen, hongrois : Mecenzéf) est une ville de Slovaquie située dans la région de Košice.

## Histoire
La première mention écrite du village date de 1359.
Jusqu'au Traité du Trianon en 1920, la ville appartenait au Royaume de Hongrie et s'appelait Mecenzéf. Elle était située dans le comitat d'Abaúj-Torna.
En 1960, les localités de Nižný Medzev (hongrois : Alsómecenzéf) et Vyšný Medzev (Felsőmecenzéf) ont fusionné.

## Démographie

### Évolution de la population
| Année:               | 1994. | 2004.   | 2014.    | 2024.   |
| -------------------- | ----- | ------- | -------- | ------- |
| Nombre de personnes: | 4027  | 3759    | 4358     | 4166    |
| Différence:          |       | -6,65 % | +15,93 % | -4,40 % |

| Année:               | 2023. | 2024.   |
| -------------------- | ----- | ------- |
| Nombre de personnes: | 4124  | 4166    |
| Différence:          |       | +1,01 % |

## Transports
La ville possède une gare sur la ligne de chemin de fer 168.

## Jumelages
Medzev fait partie de la Charte des Communes Rurales d'Europe qui comprend une entité par État membre de l’Union européenne, soit 27 autres communes, :
- Hepstedt (Allemagne)
- Lassee (Autriche)
- Bièvre (Belgique)
- Slivo pole (Bulgarie)
- Léfkara (Chypre)
- Tisno (Croatie)
- Næstved (Danemark)
- Bienvenida (Espagne)
- Põlva (Estonie)
- Kannus (Finlande)
- Cissé (France)
- Kolindros (Grèce)
- Nagycenk (Hongrie)
- Cashel (Irlande)
- Bucine (Italie)
- Kandava (Lettonie)
- Žagarė (Lituanie)
- Troisvierges (Luxembourg)
- Nadur (Malte)
- Esch (Pays-Bas)
- Strzyżów (Pologne)
- Samuel (Portugal)
- Starý Poddvorov (Tchéquie)
- Ibănești (Roumanie)
- Desborough (Royaume-Uni)
- Moravče (Slovénie)
- Ockelbo (Suède)